# Cantó de Petit-Canal
El cantó de Petit-Canal és una divisió administrativa francesa situat al departament de Guadalupe a la regió de Guadalupe.

## Composició
El cantó comprèn la comuna de Petit-Canal.

## Administració
| Període                                  | Identitat     | Partit | Qualitat |
| ---------------------------------------- | ------------- | ------ | -------- |
| 1987-                                    | Florent Mitel | PCG    |          |
| Les dades anteriors no són pas conegudes |               |        |          |